# Wolfwalkers
Wolfwalkers är en irländsk-brittisk-fransk animerad film från 2020, producerad av det irländska animeringsstudion Cartoon Saloon, i regi av Tomm Moore. Filmen hade streamingpremiär på Apple TV+ 11 december 2020, men hade smygpremiär på bio i Umeå på Folkets Bio.
Filmen vann bl.a. fem stycken Annie Awards, bl.a. för Best Animated Independent Feature, och nominerades till en Bafta och Oscar för bästa animerade film, men förlorade dessa till Pixars Själen.

## Handling
Vi befinner oss i det av engelsmännen brutalt ockuperade Irland. Robyn kommer dit med sin pappa Bill som där han är på uppdrag att utrota vargarna som härjar i skogen och hotar staden. Mebh lever i skogen, uppfostrad av vargarna. Robyn trotsar pappas stränga order att hålla sig hemma och tillbringar mer och mer tid i skogen. En helt ny värld öppnar sig och får henne att förstå att det är inte vargarna som är de hotfulla. Långsamt förvandlas Robyn till just det som hennes egen pappa är satt att utrota. En saga om den magiska och fantastiska vänskapen mellan två flickor som möts i 1600-talets Irland.

## Rollista (i urval)
- Honor Kneafsey – Robyn Goodfellowe
- Eva Whittaker – Mebh
- Sean Bean – Bill Goodfellowe
- Simon McBurney – Oliver Cromwell
- Maria Doyle Kennedy – Moll, Mebhs mamma